# Сребриста поветица
Сребристите поветици (Convolvulus holosericeus) са вид растения от семейство Поветицови (Convolvulaceae).
Включени са в Червената книга на България като критично застрашен вид. По-често срещани са в Егейска Македония.
Таксонът е описан за пръв път от Фридрих Аугуст Маршал фон Биберщайн през 1808 година.